# لا ماسانا
لا ماسانا (به لاتین: La Massana) یک پریش در آندورا با جمعیت ۹٬۶۶۴ نفر است.